# Audi A7
Audi A7 Sportback (interně jako Typ 4G) je automobil vyšší střední třídy, který od roku 2010 vyrábí německá automobilka Audi. Audi A7 bylo představeno na výstavě Mondial de l'automobile de Paris 2010 jako 5dveřový fastback. A7 je postaveno na základě platformy Volkswagen Group MLB, kterou sdílí společně s Audi A6 (C7) čtvrté generace.

## Pohon
K dispozici jsou čtyři vidlicové šestiválcové motory: benzinové motory 2,8 l (150 kW / 204 koní) a kompresorem přeplňovaný 3,0 l (220 kW / 299 koní) a dva naftové motory 3,0 l o výkonu buď 150 kW / 204 koní nebo 180 kW / 244 koní.

## Motory a výkony
Dostupné jsou následující spalovací motory:
| Typ motoru / Pohon                             | Převodovka                        | Max. výkon     | Točivý moment | 0–100 km/h | Max. rychlost |
| ---------------------------------------------- | --------------------------------- | -------------- | ------------- | ---------- | ------------- |
| Benzinové motory všechny s vstřikováním paliva |                                   |                |               |            |               |
| 2.8 FSI                                        | Multitronic                       | 150 kW / 204 k | 280 Nm        | 8,3 s      | 235 km/h      |
| 2.8 FSI quattro                                | 7-rychlostní převodovka S Tronic  | 150 kW / 204 k | 280 Nm        | 8,3 s      | 235 km/h      |
| 3.0 T FSI quattro                              | 7-rychlostní převodovka S Tronic  | 221 kW / 300 k | 440 Nm        | 5,6 s      | 249 km/h      |
| 4.0 T FSI quattro                              | 7-rychlostní převodovka S Tronic  | 309 kW / 420 k | 550 Nm        | 4,9 s      | 249 km/h      |
| Naftové motory všechny TDI motory              |                                   |                |               |            |               |
| 3.0 TDI                                        | Multitronic                       | 150 kW / 204 k | 400 Nm        | 7,4 s      | 235 km/h      |
| 3.0 TDI quattro                                | 7-rychlostní převodovka S Tronic  | 150 kW / 204 k | 450 Nm        | 7,2 s      | 235 km/h      |
| 3.0 TDI quattro                                | 7-rychlostní převodovka S Tronic  | 180 kW / 245 k | 500 Nm        | 6,3 s      | 249 km/ h     |
| 3.0 TDI quattro                                | 8-rychlostní převodovka Tiptronic | 230 kW / 313 k | 650 Nm        | 5,3 s      | 249 km/h      |

## Audi S7
Na Internationale Automobil-Ausstellung 2011 představilo Audi verzi S7. Tato vysoce výkonná verze modelu A7 má pod kapotou 4,0litrový TFSI biturbo motor o výkonu 309 kW / 420 koní, přičemž je nabízen pouze s pohonem všech kol quattro. Kvůli 7-rychlostní převodovce S tronic je točivý moment omezen na 550 Nm. Audi S7 dokáže zrychlit z 0 na 100 km/h za 4,9 sekundy.